# Jezioro Choczewskie
Jezioro Choczewskie (Choczewo) (kasz. Jezoro Chòczewsczé) – jezioro przepływowe na Wysoczyźnie Choczewskiej w powiecie wejherowskim województwa pomorskiego w obrębie "Choczewsko-Salińskiego Obszaru Chronionego Krajobrazu".
Jezioro Choczewskie służy przede wszystkim turystyce i rekreacji.

## Dane morfometryczne
- Powierzchnia: 177,7 ha
- Długości linii brzegowej: 6525 m.
- Głębokość maksymalna: 12,9 m.